# Mecicobothrium baccai
Espèce
Mecicobothrium baccai est une espèce d'araignées mygalomorphes de la famille des Mecicobothriidae.

## Distribution
Cette espèce est endémique de l'État de Santa Catarina au Brésil,. Elle se rencontre vers Blumenau.

## Description
Le mâle holotype mesure 5,12 mm, les mâles mesurent de 5,12 à 6,00 mm.

## Systématique et taxinomie
Cette espèce a été décrite par Lucas, Indicatti, Brescovit et Francisco en 2006.

## Étymologie
Cette espèce est nommée en l'honneur de Lauro Eduardo Bacca.

## Publication originale
- Lucas, Indicatti, Brescovit & Francisco, 2006 : « First record of the Mecicobothriidae Holmberg from Brazil, with a description of a new species of Mecicobothrium (Araneae, Mygalomorphae). » Zootaxa, no 1326, p. 45-53.